# 高雄氣象站

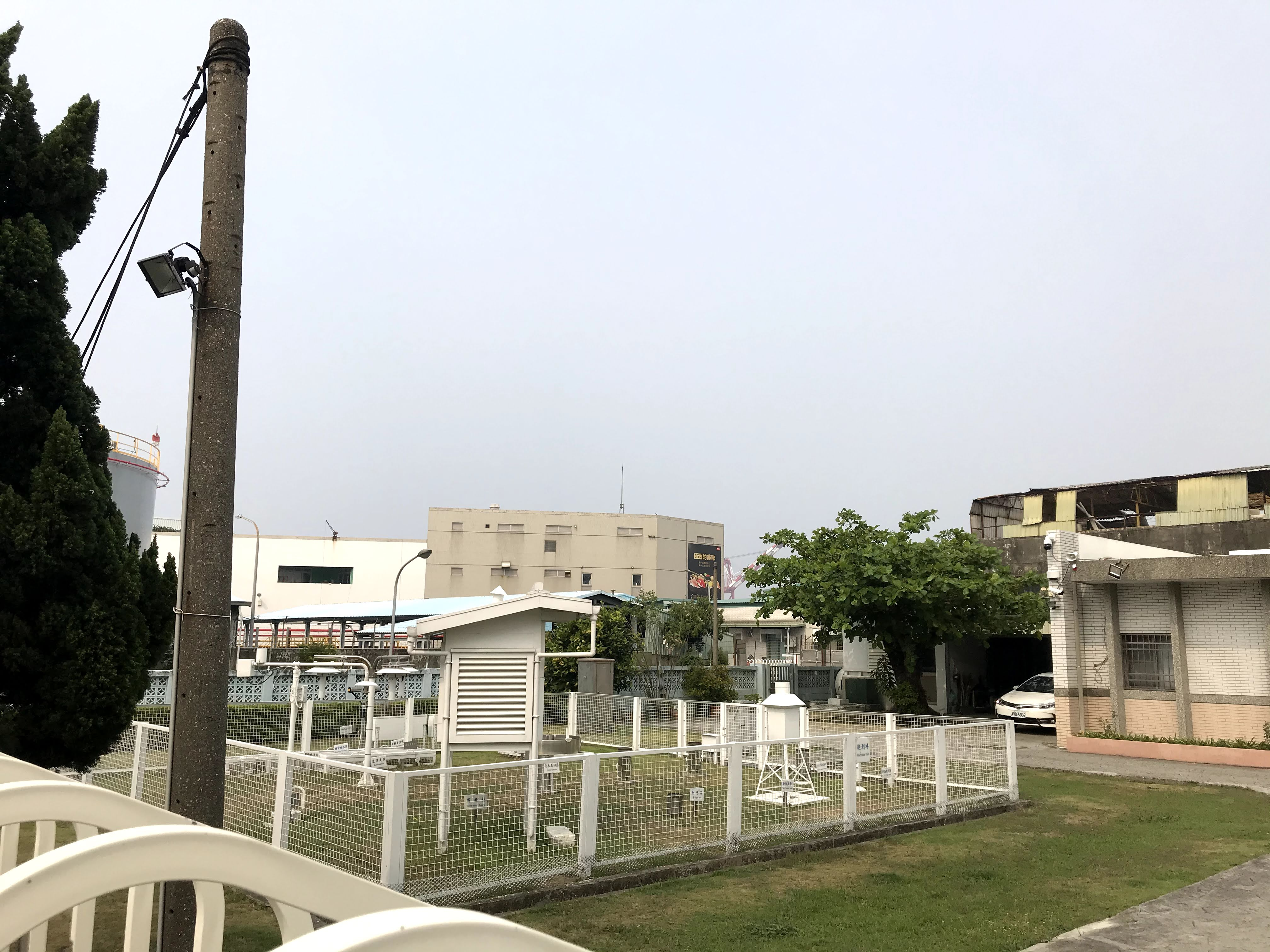
舊高雄氣象站觀測坪

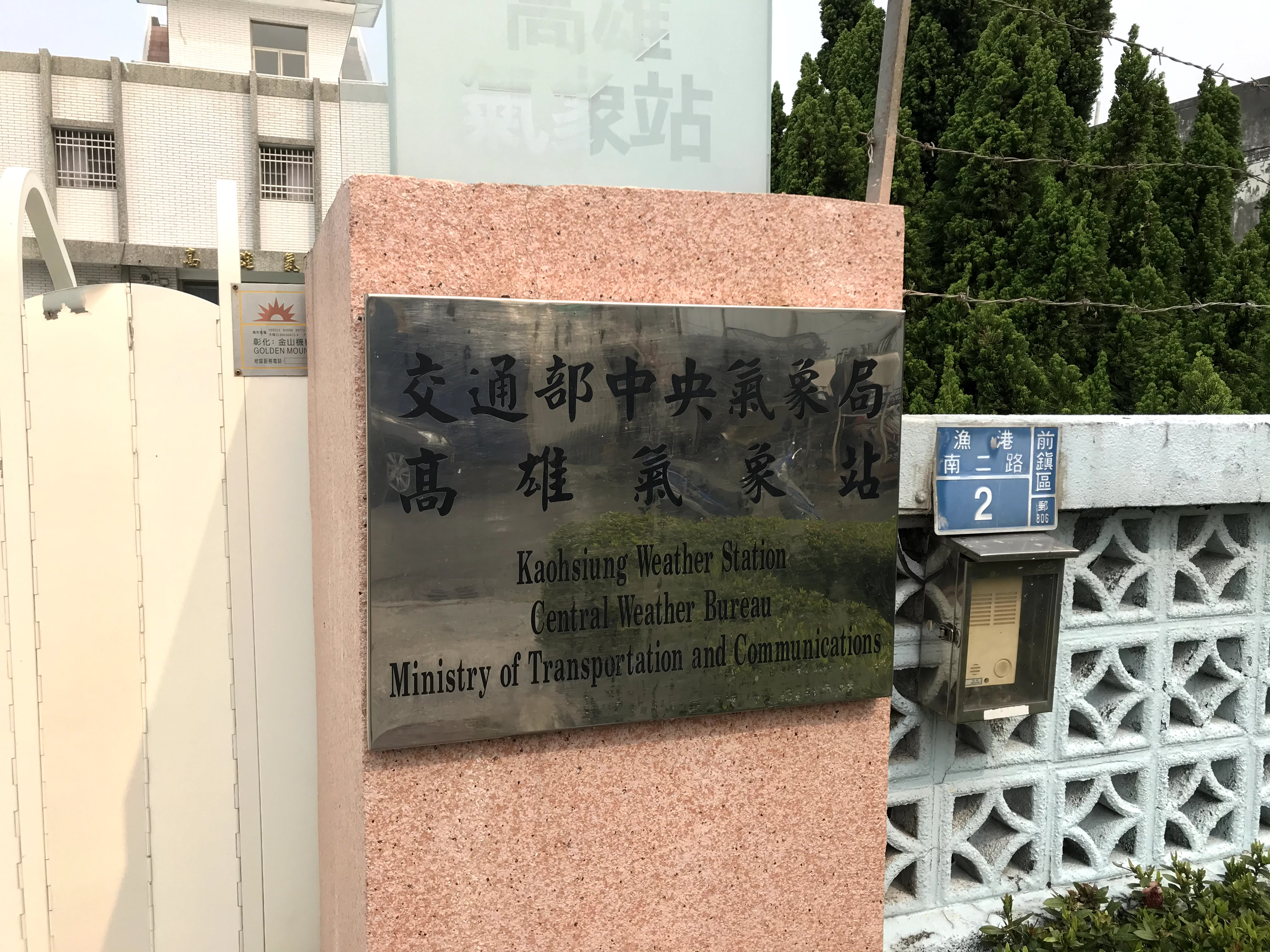
舊高雄氣象站門牌

高雄氣象站位於臺灣高雄市楠梓區，為隸屬交通部中央氣象署轄下的三等氣象觀測機構，全名為交通部中央氣象署高雄氣象站，該氣象觀測站最初在臺灣清領時期就有氣象觀測紀錄。

## 沿革

### 清領時期
臺灣清領時期咸豐8年（1858年），清政府於第二次鴉片戰爭中敗於英法聯軍，簽訂天津條約被迫開放打狗港（今高雄港）通商。英國政府為發展貿易與保護在當地做生意之國人，於今日鼓山山坡上興建領事館一座，為外國政府於臺灣設立領事館之最早紀錄。
清光緒9年（1883年）香港氣象臺成立，首任臺長杜·貝克在清政府海關總稅務司羅伯特·赫德的幫助下，計畫於中國沿海各海關與燈塔增設氣象觀測業務。光緒11年（1885年）由香港氣象臺提供觀測設備給雞籠、澎湖漁翁島、安平，以及打狗等，自此開始有氣象觀測業務，並每個月向香港氣象臺發送觀測月報。

### 日治時期
甲午戰爭結束清政府戰敗，日本依馬關條約前來接收臺灣，於臺灣與各地義軍爆發乙未戰爭，戰火蔓延全臺各地，造成打狗氣象觀測資料及儀器等毀壞遺失，打狗氣象紀錄於這段期間停止觀測。
1897年12月25日安平及打狗兩地增設暴風警報信號標柱，隔年3月高雄海關燈塔恢復氣象觀測業務，可惜當時氣象觀測是由海關人員兼任，未經過專業觀測訓練，導致觀測品質低落，且觀測資料未有妥善保存。1922年臺灣總督府開始規劃興設高雄海洋觀測所的計畫，經過長時間評估，由當時臺北帝國大學教授白鳥勝義與臺北測候所第二任所長寺本貞吉兩人南下高雄考察海洋測候所設立地點，最終選擇柴山西側，哨船頭山上的原英國理事館洋樓作為高雄海洋觀測所的辦公廳。1929年高雄海洋觀測所正式成立，白鳥勝義教授擔任高雄海洋測候所技師，旗下配有兩名技手。1931年4月起已建有完整之氣候資料，日治時期期間爆發太平洋戰爭，高雄海洋觀測所所在的英國領事館曾多次遭到轟炸與颱風侵襲。

### 戰後至今
1945年11月第二次世界大戰結束，國民政府來臺接管各地之臺灣總督府組織單位，高雄海洋觀測所由臺灣省行政長官公署接收，改名為臺灣省氣象局高雄測候所。1950年6月臺灣省政府將英國領事館定名為臺灣省水產試驗所高雄分所，進行海洋生態、物種基礎調查研究等工作，其中領事館官邸仍作為高雄測候所的辦公廳使用。
1965年9月1日臺灣省氣象所升格為氣象局，高雄測候所全銜改為臺灣省氣象局高雄測候所。1971年7月1日臺灣省氣象局恢復建置，改隸屬於交通部轄下，稱為交通部中央氣象局，高雄測候所全名亦更改之。1973年5月1日起高雄測候所因原址觀測資料欠具代表高雄氣候特性，故搬遷至高雄市前鎮區前鎮漁港旁的新辦公廳，原英國領事館官邸房舍停止使用，後由高雄市政府徵收，改為高雄史蹟文物館。
1974年7月高雄測候所開始建置遙控觀測系統，逐步取代傳統人工觀測的方式。1976年11月10日高雄測候所改名為高雄氣象測站，所屬上級單位不變，仍為交通部中央氣象局。1985年裝設自動測報系統，正式邁入氣象觀測電腦化時代。1989年8月1日依據中央氣象局附屬測報機構全銜更名，高雄氣象測站更名為高雄氣象站至今。
2020年8月25日，中央氣象局局長鄭明典於個人臉書上透露，高雄氣象站將搬遷至高雄都會公園附近。
2021年2月3日，鄭明典於個人臉書上表示，目前高雄氣象站正在搬遷中，預計於5月前會搬遷完畢並進行原建物的拆除作業。
2022年1月24日，高雄氣象站因前鎮漁港經濟繁榮，工廠林立，氣象觀測環境受到極大影響，又建物老舊耐震強度不足，乃依前瞻規劃調整，搬遷至楠梓區都會公園，暫借公園廳舍辦公。
2022年7月25日，舉行高雄氣象站新建辦公室啟用典禮，搬遷至楠梓區新廳舍辦公。

## 站體結構
高雄氣象站設置於英國領事館官邸時期，其座落位置在柴山海拔29.1公尺的柴山稜線上，辦公廳舍地坪227.48坪，建坪193坪，為兩層樓荷蘭紅磚式建築，內部配置為，二樓有大辦公室、預報室、值班休息室，以及眷屬宿舍三間。二樓屋頂裝有風向計，一樓設有氣壓室、地震室、庫房、廚房，及數十間小房間，1973年5月1日搬遷至前鎮漁港的辦公廳舍，為鋼筋混凝土結構建築，前鎮漁港站體使用近50年，因氣象觀測環境受到極大影響，又建物老舊耐震強度不足，於高雄都會公園南側後勁溪旁興建新站，於2022年1月24日遷至都會公園暫借公園廳舍，同年7月25日新建辦公室啟用遷至新廳舍。

## 編制
高雄氣象站目前依照中央氣象署三等氣象站之組織，編制主任1人，職員4人。

## 觀測項目

### 地面氣象觀測
利用地面氣象自動測報系統，每日實施氣壓、氣溫、風向、風速、濕度、雲、天氣現象、降水、日射、日照、能見度、蒸發量、地溫等氣象要素觀測，其中除了雲、天氣現象、蒸發量及地溫仍然需要依靠人工觀測外，其他項目均採自動化觀測，並經由中央氣象署內部網路系統，將蒐集資料及每小時電碼傳送局本部，以供天氣預報及分析之需要，同時透過查詢工作站方式統計氣候資料。

### 高屏地區遙測系統
南部地區自動站（含氣象雨量站、雨量站、中繼站）資料並和臺北中心站及各區域站連線，隨時監控高屏地區及高屏溪等流域之降雨資料，透過網路系統回傳署本部；若遇豪大雨時，立即通報中央氣象署與消防局等相關單位。

### 地震觀測
高雄氣象站設有SMART24強震儀和深井地震儀，遇地震時，立即將地震數據回傳臺北的地震測報中心，以供研判發布地震消息。

### 天氣預報
中央氣象署署本部傳輸之天氣圖雲圖等各項資料，預報高雄地區24小時天氣；並轉報由氣象預報中心、海象測報中心，發布之各類天氣預報及特報、潮汐資料。

## 外部連結
- 交通部中央氣象署 高雄氣象站 （页面存档备份，存于）